# Едуардо Саверин
Едуардо Луиз Саверин (порт. Eduardo Luiz Saverin /eduˈaɾdu luˈis ˈsaveɾĩ/, 1982) бразилски је предузетник на интернету и инвеститор. Саверин је један од пет оснивача Фејсбука, заједно са Марком Закербергом, Дустином Московицом, Крисом Хјузом и Ендруом Маколумом. 2012 је поседовао око 2% акција Фејсбука које су тада имале вредност од 2 милијарде америчких долара. Укупно богатство се тренутно процењује на 11,3 милијарде америчких долара, према магазину Форбс. Он је такође инвестирао у раној фази покретања сајтова, као што су Квики и Јумио.

## Лични живот
Едуардо Саверин је рођен у Сао Паулу у Бразилу, у богатој јеврејској породици. Његова породица се касније преселила у Рио де Жанеиро. Едуардов отац је био индустријалац који је радио на трговини одећом и некретнинама.